# Saint-Lyphard
Saint-Lyphard är en kommun i departementet Loire-Atlantique i regionen Pays de la Loire i nordvästra Frankrike. Kommunen ligger i kantonen Herbignac som tillhör arrondissementet Saint-Nazaire. År 2022 hade Saint-Lyphard 5 246 invånare.

## Befolkningsutveckling
Antalet invånare i kommunen Saint-Lyphard
| Referens: INSEE |